# Barr, Bas-Rhin
Barr là một xã thuộc tỉnh Bas-Rhin trong vùng Grand Est đông bắc Pháp.